# Batarà gegant
El batarà gegant (Batara cinerea) és una espècie d'ocell de la família dels tamnofílids (Thamnophilidae). És l'única espècie del gènere Batara. És nativa d'Amèrica del Sud.
Viu entre la malesa dels boscos incloent els de bambú, a l'est i sud-est de Bolívia, nord-oest i nord-est de l'Argentina, el Paraguai i sud-est del Brasil.
És el major de les espècies de la família Thamnophilidae. Fa més o menys entre 30-30,5 cm de longitud i pesa 150 g. El mascle té la corona negre, per dalt es negre però per abaix és gris uniforme. La femella té la front castanya i al reste de la corona negre, per abaix es parda. El pic és gris amb la punta negra, les potes són grises i el seu iris es de color marró.